# Мангул Анатолій Ілліч
Анатолій Ілліч Мангул (нар. 24 серпня 1952, с. Крутоярівка, Білгород-Дністровський район, Одеська область) — український політик.

## Біографія
Народився Мангул Анатолій Ілліч 24 серпня 1952 року в українській сім'ї колгоспників у селі Крутоярівка, Білгород-Дністровський район, Одеська область.

### Родина
- Дружина — Таїсія Євгенівна (1954 р.н.);
- Сини — Олександр (1976 р.н.) і Віталій (1979 р.н.).

### Освіта
1977–1983 рр. — навчався у Мелітопольському інституті механізації сільського господарства, здобув спеціальність інженера-механіка.

### Діяльність
З 1969 — жовтень 1973 року — розливник металу в Мелітопольському заводі «Автокольорлит».
З листопада 1973 по жовтень 1975 рік — служив в РА, Забайкальський ВО.
Листопад 1975 — серпень 1976 року — навчальний майстер.
З серпня 1976 року— секретар комітету комсомолу, керівник початкової військової підготовки.
Серпень 1984 — квітень 1987 року— заступник директора з навчально-виробничої роботи, до квітня 1990 року— директор Мелітопольського автомоторного технікуму.
Квітень 1990 — січень 1991 року— голова Мелітопольської міськради.
Січень 1991 — квітень 1998 року— голова Мелітопольської міськради і міськвиконкому, міський голова Мелітополя.
На час виборів — Мелітопольський міський голова. З березня 1998 по квітень 2002 року— Народний депутат України 3-го скликання — виборчий округ № 82, Запорізька область, самовисуванець. Ввесь час у ВР очолював Комітет з питань промислової політики.
Серпень 2003 — квітень 2004 року — перший заступник Міністра у зносинах з ВР України, Травень 2004  року — березень 2005  року — перший заступник Міністра — керівника апарату, Міністерство промислової політики України.
З 2005 року — начальник управління господарського та матеріально-технічного забезпечення ЦВК.
Серпень 2010 — липень 2012 року — заступник голови, потім — директор Департаменту планування процесів приватизації та реформування власності Фонду державного майна України.

## Політична діяльність
Народний депутат України 3 скликання березня 1998 — квітня 2002 рр., виборчий округ № 81, Запорізька область. На час виборів: Мелітопольський міський голова.
Член Комітету з питань промислової політики (липень 1998 — березень 2000 рр.), член Комітету з питань державного будівництва та місцевого самоврядування (з березня 2000 р.).
Квітень 2002 р. — кандидат в народні депутати України, виборчий округ № 82, Запорізька область, самовисування. За 21.52 %, 2 з 11 претендентів. На час виборів: народний депутат України, безпартійний.